# 南浦競技場
南浦競技場（：／）一座坐落在朝鲜南浦市的多用途体育场。一般用于足球比赛。1973年建成，最多可容纳30000人。也是4月25日足球隊的主场。体育场分别于2004年和2017年
进行了翻修。